# Celuloide

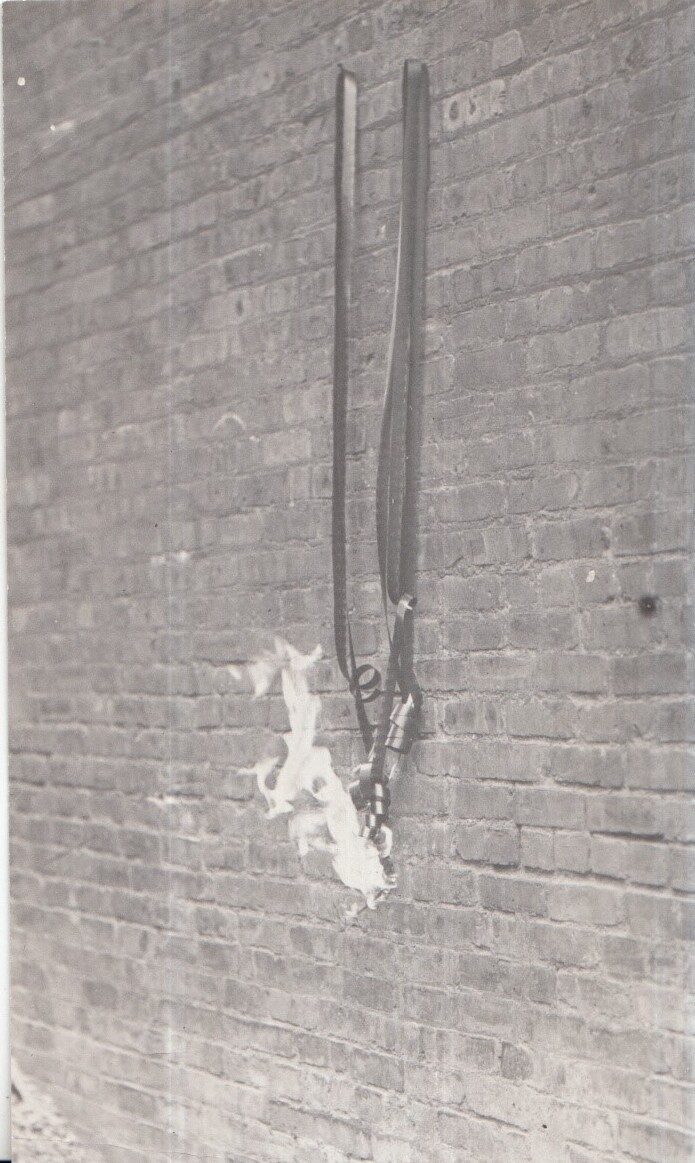
Prueba de inflamabilidad de la película utilizada en el kinetoscopio de proyección doméstica de Edison

El celuloide es el nombre comercial de un material plástico de nitrato de celulosa, que se obtiene usando nitrocelulosa y alcanfor, con añadidos de tintes y otros agentes. Generalmente se considera el primer material termoplástico, que fue creado por primera vez como Parkesina en 1856 y, como «Xylonite» en 1869, antes de ser registrado como «celuloide» en 1870. Su composición se mejoró gradualmente para finalmente hacer que fuese fácil de moldear y producir. Su invención se atribuye a menudo a los hermanos Hyatt en 1870. El celuloide es fácilmente moldeable y conformable, y fue utilizado por primera vez ampliamente como sustituto del marfil. 
El principal uso fue en las industrias del cine y la fotografía, que utilizaron únicamente películas de celuloide antes de que las películas de acetato fueran introducidas en la década de 1950. El celuloide es altamente inflamable, difícil y costoso de producir y ya no se utiliza ampliamente, aunque sus usos más comunes hoy en día están en la fabricación de las pelotas de tenis de mesa, en instrumentos musicales y púas de guitarra.
Fue descubierto en 1863 o en 1868 (aún no hay un acuerdo al respecto) por John Wesley Hyatt. Su primera patente para el nuevo material para las bolas de billar fue del 10 de octubre de 1865. Una historia que se repite, aunque no está documentada, dice que accidentalmente se cortó un dedo y cuando fue a buscar un vendaje se le derramaron dos líquidos y se dio cuenta de que era una extraña mezcla pegajosa y la denominó celuloide.

## Otros usos
Otros usos típicos del celuloide son: juguetes, artículos sanitarios, objetos para la casa y en las artes para imitar el marfil, la concha y el coral.

### Muñecas de sololoy

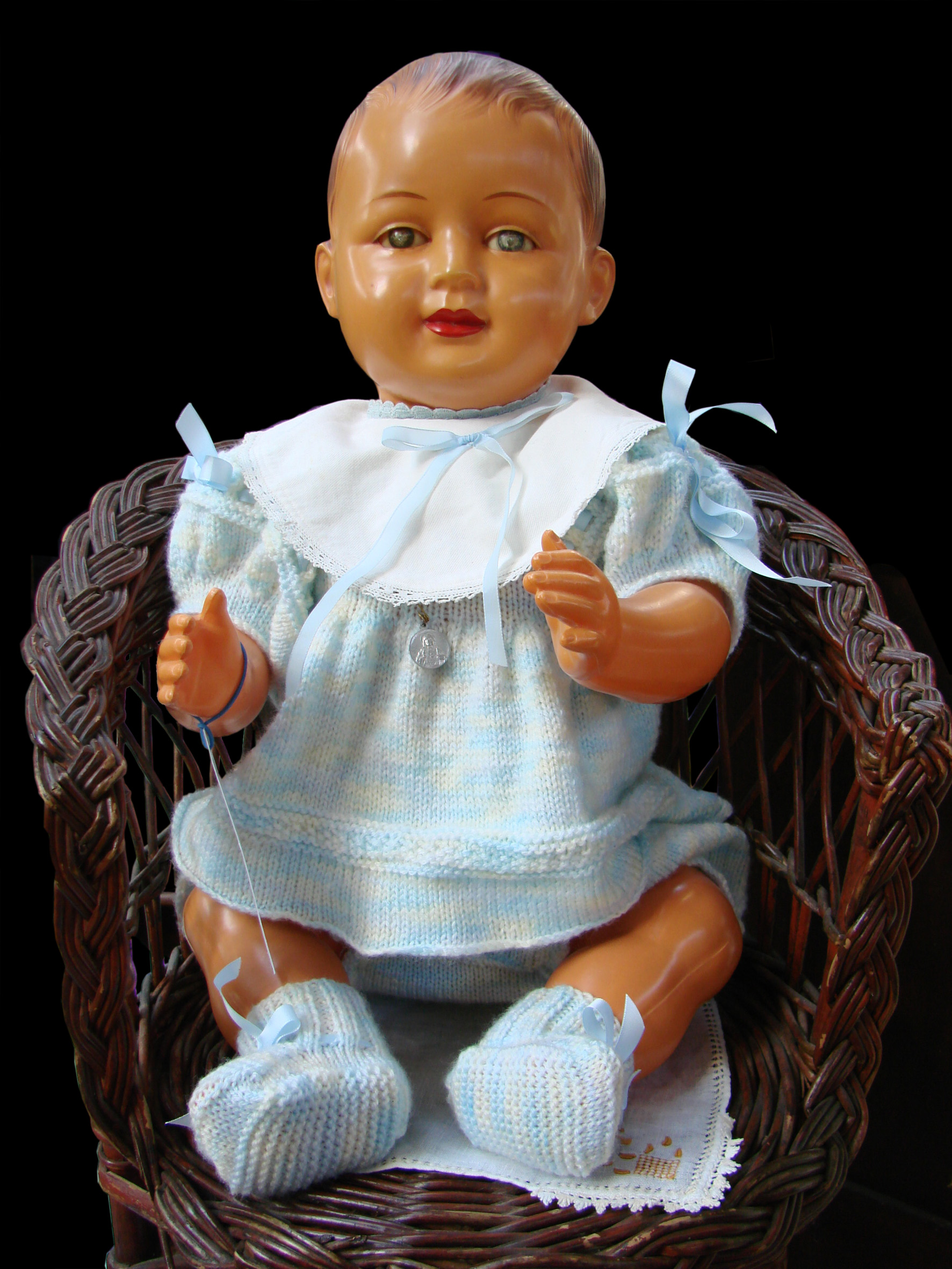
Muñeca de celuloide (en México, popularmente llamada muñeca de sololoy).

En México, a las muñecas elaboradas con celuloide (las cuales eran muy frágiles y podían romperse fácilmente) se las denomina muñecas de sololoy, transliteración (anglicismo) proveniente de la palabra inglesa celuloid. Las muñecas se estuvieron elaborando con ese material aproximadamente desde 1920 hasta 1979.